# وورسلن
شهر وورسلن (به آلمانی: Würselen) در ایالت نوردراین-وستفالن در کشور آلمان واقع شده‌است.